# You All Over Me
‘You All Over Me’는 미국의 싱어송라이터 테일러 스위프트의 노래로, 미국의 컨트리 가수 매런 모리스가 피처링하였다. ‘You All Over Me (from the Vault)’라 표기하기도 한다. 2021년 3월 26일 리퍼블릭 레코드를 통해 “Fearless (Taylor's Version)”의 두 번째 싱글로 발매하였다. 원래 이 노래는 2008년 스위프트와 스쿠터 카루조가 공동으로 작사 및 작곡하여 만들었으며, 스위프트와 아론 데스너가 함께 프로듀싱하였다.

## 배경 및 발매
2019년, 테일러 스위프트가 발매한 첫 6장의 음반에 대한 마스터링 권한이 탤런트 매니저인 스쿠터 브론에게 판매된 이후, 스위프트는 그 6장의 음반에 대해 모두 재녹음과 재발매를 할 것이라고 발표하였다. 그중 첫 번째 재발매 음반은 2021년 4월 9일에 발매하는, 본래 2008년에 발매한 “Fearless”의 새로운 버전인 “Fearless (Taylor's Version)”이다. 2021년 2월 11일, 스위프트는 굿 모닝 아메리카에 출연하여 이 사실을 밝혔으며, 이튿날인 2월 12일에는 “Fearless”의 리드 싱글이었던 ‘Love Story’를 재녹음한 ‘Love Story (Taylor's Version)’을 마찬가지로 리드 싱글로서 발매하였다. “Fearless (Taylor's Version)”에는 “Fearless”의 플래티넘 에디션에 수록된 전곡과 함께 2010년에 발매한 싱글 ‘Today Was a Fairytale’ 및 'from the Vault'라는 단어가 추가되어, 2008년 음반을 발매할 당시 수록곡에서 떨어진 6곡이 추가로 수록된다.
2021년 3월 24일, 스위프트는 6곡 중에 한 곡인 ‘You All Over Me’를 미국의 컨트리 가수 매런 모리스의 피처링으로 3월 26일에 “Fearless (Taylor's Version)” 두 번째 싱글로 발매할 것이라고 발표하였다. 이튿날인 3월 25일에는 굿 모닝 아메리카를 통해 노래가 짧게 공개되었다. 한편, ‘You All Over Me’는 2017년 인터넷으로 유출된 적이 있었다.

## 작곡 및 작사
‘You All Over Me’는 스위프트와 스쿠터 카루조가 2008년에 함께 작곡 및 작사하였으나, “Fearless”의 오리지널 버전에는 최종적으로 수록되지 않았다. 노래는 2020년 “Folklore”와 “Evermore”의 프로듀싱을 맡았던 아론 데스너가 프로듀싱하였다. 음악적으로는 어쿠스틱한 컨트리 팝 음악이며, 경쾌한 기타 소리와 피들 소리가 특징이다. 가사에서는, 전 남자친구를 극복하지 못한 것에 대해 노래하고 있다. 또한 스위프트는 수용과 평화를 만드는 것을 강조하기 위한 목적으로 이 노래를 만들기도 하였다. 가사에서 스위프트가 이야기하고 있는 전 남자친구는 2008년에 사귀었던 미국의 가수 조 조너스에 관한 것으로 추측되고 있다.

## 평가
‘You All Over Me’는 비평가들이 음악에 대한 진위에 찬사를 보냈으며, 스위프트가 데뷔와 초기 경력 당시에 보여주었던 컨트리 장르로의 회귀를 보여주었다는 면에서 음악 평단으로부터 극찬을 받았다.

## 참여진
크레딧은 타이달에서 발췌하였다.
- 테일러 스위프트 – 보컬, 작사 및 작곡, 프로듀싱
- 매런 모리스 – 피처링, 백 보컬
- 아론 데스너 – 프로듀싱, 녹음 엔지니어링, 어쿠스틱 기타, 베이스 기타, 드럼 프로그래밍, 전기 기타, 엔지니어링, 키보드, 퍼커션, 피아노, 신시사이저
- 스쿠터 카루조 – 작사 및 작곡
- 에릭 슬릭 – 드럼
- 조시 커프먼 – 전기 기타, 하모니카
- 벨라 블래스코 – 엔지니어링, 녹음 엔지니어링
- 랜디 메릴 – 마스터링
- 크리스토퍼 로 – 보컬 엔지니어링
- 그렉 커스틴 – 보컬 엔지니어링
- 줄리안 버그 – 보컬 엔지니어링

## 발매 일정
| 지역 | 날짜            | 포맷                     | 레이블   | 각주        |
| ---- | --------------- | ------------------------ | -------- | ----------- |
| 세계 | 2021년 3월 26일 | 디지털 다운로드 스트리밍 | 리퍼블릭 | [ 8 ] [ 7 ] |